# Kinsley S. Bingham
Kinsley S. Bingham (Camillus, 1808. december 16. – Green Oak Township, 1861. október 5.) az Amerikai Egyesült Államok szenátora (Michigan, 1859–1861).